# ارنو ديمار
ارنو ديمار (بالفرنسية: Arnaud Démare)‏ مواليد 26 أغسطس 1991 في فرنسا، هو دراج فرنسي في صنف سباق الدراجات على الطريق. شارك في دورة الألعاب الأولمبية الصيفية.

## سباقات أو مراحل فاز بها
| التاريخ        | السباق                                                     | المركز                                          |
| -------------- | ---------------------------------------------------------- | ----------------------------------------------- |
| 01 يناير 2009  | 2009 UCI Road World Championships – Junior men's road race |                                                 |
| 12 أبريل 2009  | Paris-Roubaix Juniors 2009                                 |                                                 |
| 05 يوليو 2009  | 2009 European Road Cycling Championships Men U19 RR        |                                                 |
| 18 يوليو 2010  | 2010 European Road Cycling Championships Men U23 RR        |                                                 |
| 25 يوليو 2010  | 2010 Grand Prix de la ville de Pérenchies                  | الفائز في التصنيف العام                         |
| 01 يناير 2011  | سباق الطريق لأقل من 23 سنة في بطولة العالم 2011            | الفائز في التصنيف العام                         |
| 01 يناير 2011  | باريس-أراس 2011                                            |                                                 |
| 13 أبريل 2011  | Côte picarde 2011                                          | الفائز في التصنيف العام                         |
| 10 يوليو 2011  | Ronde pévéloise 2011                                       | الفائز في التصنيف العام                         |
| 01 يناير 2012  | كأس فرنسا لركوب الدراجات على الطريق 2012                   | الأول في تصنيف أفضل شاب، الرابع في تصنيف النقاط |
| 01 يناير 2012  | بطولة سباق الطرق الفرنسية 2012                             |                                                 |
| 29 فبراير 2012 | لو سامين 2012                                              | الفائز في التصنيف العام                         |
| 18 مارس 2012   | شوليه باي دي لوار 2012                                     | الفائز في التصنيف العام                         |
| 20 يونيو 2012  | هالي إنجويجم 2012                                          |                                                 |
| 19 أغسطس 2012  | طواف فاتينفول 2012                                         | الفائز في التصنيف العام                         |
| 11 أبريل 2013  | جائزة دينين الكبرى 2013                                    | الفائز في التصنيف العام                         |
| 05 مايو 2013   | أربعة أيام من دونكيرك 2013                                 | الفائز في التصنيف العام                         |
| 18 يوليو 2013  | 2013 Grote Prijs Beeckman-De Caluwé                        | الفائز في التصنيف العام                         |
| 04 أغسطس 2013  | رايد لندن 2013                                             | الفائز في التصنيف العام                         |
| 22 سبتمبر 2013 | جراند بريكس دي إسبيرجوس 2013                               | الفائز في التصنيف العام                         |
| 13 أكتوبر 2013 | باريس تورز 2013                                            |                                                 |
| 01 يناير 2014  | بطولة سباق الطرق الفرنسية 2014                             | الفائز في التصنيف العام                         |
| 11 مايو 2014   | أربعة أيام من دونكيرك 2014                                 | الفائز في التصنيف العام                         |
| 18 مايو 2014   | تور دي بيكاردي 2014                                        | الفائز في التصنيف العام                         |
| 25 يونيو 2014  | هالي إنجويجم 2014                                          | الفائز في التصنيف العام                         |
| 06 سبتمبر 2014 | دراجات بروكسل الكلاسيكية 2014                              |                                                 |
| 19 سبتمبر 2014 | كامبيونشاب فان فلانديرن 2014                               | الفائز في التصنيف العام                         |
| 21 سبتمبر 2014 | جراند بريكس دي إسبيرجوس 2014                               | الفائز في التصنيف العام                         |
| 05 أكتوبر 2014 | سباق يوروميتروبول 2014                                     | الفائز في التصنيف العام                         |
| 19 مارس 2016   | ميلان-سان ريمو 2016                                        | الفائز في التصنيف العام                         |
| 04 أكتوبر 2016 | بينشي-شيمي-بينشي 2016                                      | الفائز في التصنيف العام                         |
| 13 أبريل 2017  | جائزة دينين الكبرى 2017                                    | الفائز في التصنيف العام                         |
| 11 يونيو 2017  | كريثيديا دو دوفين 2017                                     | الأول في تصنيف النقاط                           |
| 21 يونيو 2017  | هالي إنجويجم 2017                                          | الفائز في التصنيف العام                         |
| 25 يونيو 2017  | بطولة سباق الطرق الفرنسية 2017                             | الفائز في التصنيف العام                         |
| 02 سبتمبر 2017 | دراجات بروكسل الكلاسيكية 2017                              | الفائز في التصنيف العام                         |
| 24 أغسطس 2018  | تور دو بويتو-شارنتيس 2018                                  | الفائز في التصنيف العام                         |
| 23 يونيو 2019  | روتي دو سود 2019                                           | الأول في تصنيف النقاط                           |
| 21 سبتمبر 2019 | أوكولو سلوفينسكا 2019                                      | الأول في تصنيف النقاط، الثاني في التصنيف العام  |
| 05 أغسطس 2020  | ميلانو-تورينو 2020                                         | الفائز في التصنيف العام                         |
| 19 أغسطس 2020  | طواف الوني 2020                                            | الفائز في التصنيف العام                         |
| 26 أغسطس 2020  | سباق الطريق لنخبة الرجال في بطولة أوروبا 2020              |                                                 |
| 30 أغسطس 2020  | تور دو بويتو-شارنتيس 2020                                  | الفائز في التصنيف العام                         |
| 25 أكتوبر 2020 | طواف إيطاليا 2020                                          | الأول في تصنيف النقاط                           |
| 04 أبريل 2021  | لا رو تورانجيل 2021                                        | الفائز في التصنيف العام                         |
| 18 أبريل 2021  | فولتا فالنسيا 2021                                         | الأول في تصنيف النقاط                           |
| 30 مايو 2021   | بوكليس دي لا مايين 2021                                    | الفائز في التصنيف العام                         |
| 10 أكتوبر 2021 | باريس تورز 2021                                            | الفائز في التصنيف العام                         |
| 29 مايو 2022   | طواف إيطاليا 2022                                          | الأول في تصنيف النقاط                           |
| 05 أغسطس 2022  | طواف بولندا 2022                                           | الأول في تصنيف النقاط                           |
| 23 أغسطس 2022  | غروت بريجس ستاد زوتيجم 2022                                |                                                 |
| 24 أغسطس 2022  | دريفينكويرز أوفيريجز 2022                                  |                                                 |
| 18 سبتمبر 2022 | 2022 جراند بريكس دي إسبيرجوس                               | الفائز في التصنيف العام                         |
| 02 أكتوبر 2022 | طواف فونديه 2022                                           |                                                 |
| 09 أكتوبر 2022 | باريس تورز 2022                                            | الفائز في التصنيف العام                         |
| 28 مايو 2023   | بوكليس دي لا مايين 2023                                    | الأول في تصنيف النقاط، الثاني في التصنيف العام  |
| 04 يونيو 2023  | دراجات بروكسل الكلاسيكية 2023                              | الفائز في التصنيف العام                         |
| 17 سبتمبر 2023 | جراند بريكس دي إسبيرجوس 2023                               |                                                 |
| 01 أكتوبر 2023 | طواف فونديه 2023                                           | الفائز في التصنيف العام                         |
| 05 أكتوبر 2023 | باريس بورج 2023                                            | الفائز في التصنيف العام                         |
| 22 سبتمبر 2024 | 2024 Paris-Chauny                                          | الفائز في التصنيف العام                         |

## روابط خارجية
- ارنو ديمار على موقع الاتحاد الدولي للدراجات (الإنجليزية)
- ارنو ديمار على موقع أرشيف الدراجات (الإنجليزية)
- ارنو ديمار على موقع إحصائيات الدراجات الإحترافية (الإنجليزية)
- ارنو ديمار على موقع نسبة الدراجات (الإنجليزية)
- ارنو ديمار على موقع CycleBase (الإنجليزية)
- ارنو ديمار على موقع أوليمبيديا (الإنجليزية)
- ارنو ديمار على موقع اللجنة الأولمبية الفرنسية (مؤرشف) (الفرنسية)